# بيكساغليفلوزين
بيكساغليفلوزين (Bexagliflozin)، الذي يباع تحت الإسم التجاري برنزاڤي (Brenzavvy ) وغيره، هو دواء لعلاج مرض السكري من النوع 2.  يتم استخدامه تحديدا مع النظام الغذائي و ممارسة الرياضة.  و يعطى عن طريق الفم . 
تشمل الآثار الجانبية الشائعة لهذا العقار على: عدوى الخميرة المهبلية و التهابات المسالك البولية، و زيادة التبول.  إضافة إلى ذلك، قد تشمل الآثار الجانبية الخطيرة الحماض الكيتوني السكري، و بتر الأطراف، و انخفاض نسبة السكر في الدم، و غرغرينا فورنييه ، و مشاكل الكلى.  لا ينصح باستخدامه خلال الجزء الأخير من الحمل.  إنه مثبط لناقل الصوديوم الجلوكوز 2 (SGLT2) . 
تمت الموافقة على استخدام بيكساجليفلوزين الطبي في الولايات المتحدة في عام 2023.  و لم تكن التكلفة في الولايات المتحدة واضحة حتى أوائل عام 2023. 